# Дузмет, Джузеппе Бенедетто
Блаженный Джузеппе Бенедетто Дузмет (итал. Giuseppe Benedetto Dusmet; 15 августа 1818, Палермо, королевство Обеих Сицилий — 4 апреля 1894, Катания, королевство Италия) — итальянский кардинал, бенедиктинец. Архиепископ Катании с 22 февраля 1867 по 4 апреля 1894. Кардинал-священник с 11 февраля 1889, с титулом церкви Санта-Пуденциана с 14 февраля 1889.